# 18時開演〜TAKURO YOSHIDA LIVE at TOKYO INTERNATIONAL FORUM〜
『18時開演〜TAKURO YOSHIDA LIVE at TOKYO INTERNATIONAL FORUM〜』（じゅうはちじかいえん〜タクロウ・ヨシダ・ライブ・アット・トウキョウ・インターナショナル・フォーラム）は、2009年11月11日に発表された、吉田拓郎のライブ・アルバム。

## 解説
2009年7月4日に東京国際フォーラムで行われた、生涯ラストの全国ツアーと称した『Have A Nice Day LIVE 2009』最終公演の模様をノーカットで収録されている。
本作のコンセプトにより歌詞カードは収載されていない。

## 収録曲
- 全作詞・作曲：吉田拓郎（特記以外）

### Disc 1
1. 無題 <OPENING>
作詞:松本隆
2. 加川良の手紙
作詞:加川良
3. 風の街 (inst.)
  - バックバンドのメンバーを紹介している。
4. ウィンブルドンの夢
5. MC
6. 白夜
作詞:松本隆
7. 明日の前に
8. MC
9. いつもチンチンに冷えたコーラがそこにあった
10. マスターの独り言
11. 歩こうね
12. MC
13. 吉田町の唄

### Disc 2
1. MC
2. 伽草子
作詞:白石ありす
3. 俺を許してくれ
4. MC
5. 流星
6. マークII
7. MC
8. ひらひら
作詞:岡本おさみ
9. 真夜中のタクシー
10. MC
11. フキの唄

### Disc 3
1. MC
2. 春だったね
作詞:田口淑子
3. いつか夜の雨が
作詞:岡本おさみ
4. ガンバラナイけどいいでしょう
5. 早送りのビデオ <ENCORE>
6. とんとご無沙汰 <ENCORE>
作詞:阿木燿子
7. ガンバラナイけどいいでしょう〜今日までそして明日から (inst.) <ENCORE>

### DVD
1. ある雨の日の情景
作詞:伊庭啓子 補作詞：吉田拓郎
2. 無人島で…。
作詞:松本隆

## 演奏者
- Vocal, Guitar:吉田拓郎
- Concert Master:瀬尾一三

- Drums:島村英二
- Bass:松原秀樹
- Guitar:古川望, 稲葉政裕
- Keyboards:エルトン永田, 小林信吾
- Percussion:三沢泉
- Chorus:若子内悦郎, 宮下文一, 木戸やすひろ, 比山貴咏史
- Sax:中村哲, 昼田洋二, 包国充
- Violin Top:伊能修
- Violin: 高橋洋子, 坂田知香, 執行恒宏, 牛山玲名, 氏川恵美子
- Cello:増本麻理, 友納真緒